# Viszuddhimagga
A Viszuddhimagga (páli, Megtisztulás ösvénye) a théraváda buddhizmus „nagy értekezése”, amelyet Buddhagósza írt körülbelül 430 körül Srí Lankán. A mű egy teljes körű kézikönyv, amely magába sűríti és rendszerbe rendezi Buddha elméleti és gyakorlati tanításait aszerint, ahogyan az Anuradhapura melletti mahávihára kolostor idősebb szerzetesei értelmezték. A csaknem 900 oldalas könyvet a teljes Tipitaka (páli kánon) összefüggő szövegmagyarázatának tekintik, amely az ún. „Abhidhamma módszer” szerint van bemutatva. A tudat megtisztításához szükséges gyakorlatok részletes bemutatását tartalmazza.
A páli kánon szövegei után közvetlenül a Viszuddhimaggát tartják a legfontosabbnak a théraváda buddhizmusban.
A Viszuddhimagga struktúrája a Ratha-vinita-szuttára („A fogat kocsi példázata”, MN 24) épült, amely hét lépésben leírja a tanítvány fejlődését a nirvána állapotáig.

## Tartalma
Három részből áll, a következő tartalmakkal: 1) szíla (etika vagy magaviselet), 2) szamádhi (meditatív koncentráció) és 3) pannyá (értés vagy bölcsesség).
- az első rész elmagyarázza a magaviseleti szabályokat, illetve annak módszerét, miképp lehet megfelelő templomot találni a gyakorláshoz és hogyan lehet megfelelő tanárt találni.
- a második részben kerül jellemzésre a szamatha gyakorlata, tárgyról tárgyra (a hagyományos tárgyak listájához lásd Kammatthána). Bemutatja a különböző koncentrációs szinteket.
- a harmadik rész az öt szkandha (aggregátum), az ájatana, a négy nemes igazság, a függő keletkezés (pratítja-szamutpáda) és a bölcsesség fejlesztését célzó vipasszaná gyakorlatok ismertetője. Hangsúlyozza a gyakorlatok segítségével elérhető különböző tudásformákat. Ez a rész a buddhista filozófiára jellemző részletességgel mutatja be a témáit.

## A megtisztulás hét szintje
A Viszuddhimagga gondolatmenete a nemes nyolcrétű ösvény logikáját követi, amelyben a bölcsesség, az erkölcs és a tudat fegyelmezése, vagyis a koncentráció egymásból következő sorát folyton újra kezdve, egyfajta felfelé haladó spirális mentén alakul ki a szellemi fejlődés. E három tényező közül bármelyiknél be lehet lépni a körbe. A megtisztulás hét szintje (satta-viszuddhi) a következő:
1. Erkölcsi megtisztulás (p: szíla viszuddhi) - ez megfelel a nemes nyolcrétű ösvény harmadik, negyedik és ötödik tagjának.
2. Tudati megtisztulás (p: csitta viszuddhi), vagyis a tudat uralása, megfegyelmezése, a koncentrált tudatállapot kialakítása - ez megfelel a nemes nyolcrétű ösvény utolsó három tagjának.
3. A megszabadító bölcsesség kifejlesztése (p: pannyá viszuddhi) - ez pedig megfelel a nemes nyolcrétű ösvény első két tagjának. Ez öt szakaszban lehetséges:
  1. a megértés világi szintű megtisztítása (ditthi viszuddhi);
  2. megszabadulás a kétségektől (kankhá-vitaranna viszuddhi);
  3. az út és nem-út megkülönböztetése (maggámagga nyánadasszana viszuddhi);
  4. az előrehaladott tudás tisztasága (patipadá nyánadasszana viszuddhi);
  5. a belátás és megértés világfeletti szintű megtisztítása (nyánadasszana viszuddhi).

A tudás és a megértés megtisztítása, a gyakorlatok végzésével, négy szinten visz keresztül, míg a gyakorló eléri a teljes megszabadulást. Ebben a rendszerben a hangsúly a következők alapos megértésén van: a létezés három jellemzője, dukkha, anatta, aniccsa.

## Théravádán kívüli hatások
Kalupahana szerint a Viszuddhimagga olyan metafizikai spekulációkat is tartalmaz, amely jellemző a szarvásztiváda, a szautrántika és a jógácsára iskolákra is:

### Nyomtatott páli nyelvű kiadások
- Caroline A. F. Rhys Davids, Visuddhimagga Pali Text Society, London, 1920 & 1921. (latin betűs)
- Warren, H. C. és Kosambi, D. D. Visuddhimagga of Buddhaghosâcariya, Harvard Oriental Series, Vol. 41, 1950.[7][8][9](latin betűs)
- Hewavitarne Bequest kiadás, Colombo, Srí Lanka (szingaléz írással)
- Hanthawaddy Press kiadás, Rangoon, Mianmar (burmai írással)
- Royal Siamese kiadás, Bangkok, Thaiföld (thai írással)

### Angol fordítások
- The Path of Purity, Pe Maung (trans.), Pali Text Society, London, 3 vols., 1922–31
- Bhikkhu Nyanamoli (ford.), The Path of Purification, Visuddhimagga, Buddhist Publication Society, Kandy 2011, ISBN 955-24-0023-6. BPS-Pariyatti Editions, Onalaska 1999,  ISBN 1-928706-01-0.
- Available as free PDF: The Path of Purification complete és The Path of Purification (Visuddhimagga) - ford: Bhikkhu Nyanamoli
- Buddhist Meditation, Edward Conze (ford.), NB: Partial translation, 2002, ISBN 81-215-0781-2

### Other translations
- Der Weg zur Reinheit, Nyanatiloka & Verlag Christiani (ford.), Konstanz, 1952 (német)
- Sinhala Visuddhimargaya, Pandita Matara Sri Dharmavamsa Sthavira, Matara, Sri Lanka, 1953 (szingaléz)
- Le chemin de la pureté, Christian Maës, Fayard 2002 (francia), ISBN 978-2213607658
- Il sentiero della purificazione, Antonella Serena Comba, Lulu.com 2010, seconda edizione (olasz)